# Sofyan Amrabat
Sofyan Amrabat (in arabo سفيان أمرابط‎?; Huizen, 21 agosto 1996) è un calciatore marocchino con cittadinanza olandese, centrocampista del Fenerbahçe e della nazionale marocchina.

## Biografia
Nato nei Paesi Bassi da genitori marocchini, è il fratello minore di Nordin, anch'egli calciatore.
A partire dal 2019, ha sempre indossato la maglia numero 34, in onore del connazionale e amico Abdelhak Nouri, che due anni prima era stato costretto al ritiro dai gravi postumi di un'aritmia cardiaca.
Al suo arrivo al Manchester United, opta per il numero 4.

## Caratteristiche tecniche
Amrabat è un centrocampista centrale, abile nel recuperare palla (a volte tramite spallate) e far ripartire la squadra. Lo contraddistinguono fisico, rapidità, tempismo e dinamismo oltre alla bravura nei contrasti. Il suo agonismo lo porta anche a commettere molti falli.
Per questo è stato paragonato a Gattuso. Dispone di ottima visione di gioco, oltre che di buone doti aeree e una discreta abilità negli scambi stretti. In campo è un lottatore, corre per 90 minuti dimostrando ottima resistenza e polmoni. Quest'ultima gli consente di galoppare con la palla al piede dalla sua area fino alla trequarti avversaria, ribaltando l'inerzia del gioco. Abile in dribbling, può anche essere adattato da esterno di centrocampo.. Dà il meglio di sé schierato come mediano in un centrocampo a 2 uomini o come mezzala con compiti perlopiù di rottura, come dimostrato nelle sue esperienze al Verona e soprattutto alla Fiorentina, sempre nel club gigliato è stato schierato anche come regista davanti alla difesa presentando però notevoli difficoltà nell'organizzazione del gioco, al Manchester Utd invece, a causa delle necessità portate dagli infortuni, l'allenatore Erik ten Hag lo ha schierato anche come terzino destro sfruttando le sue ottime doti in fase di copertura.

## Carriera

### Club

#### Utrecht
Amrabat è cresciuto nell'Utrecht con cui ha esordito il 2 novembre 2014 tra i professionisti nel successo per 3-1 contro il Vitesse. Dopo avere giocato poco nelle prime 2 stagioni, trova più spazio nella terza dove diventa titolare del centrocampo della squadra, giocando 31 gare su 34 (2 perse per infortunio e 1 per squalifica), oltre che 3 nei play-off di qualificazione all'Europa League, in cui ha segnato la sua prima rete tra i professionisti nel successo per 1-3 contro l'Heerenven.

#### Feyenoord e Club Bruges
Il 24 luglio 2017 si trasferisce al Feyenoord, con cui debutta in Champions League nella sconfitta per 0-4 contro il Manchester City il 13 settembre 2017. Il 6 dicembre seguente realizza la sua prima rete nella massima competizione europea in occasione del prestigioso successo per 2-1 contro il Napoli.
Il 24 agosto 2018 viene acquistato dal Club Bruges, con cui firma un contratto quadriennale.

#### Verona
Il 21 agosto 2019 passa al Verona con la formula del prestito con diritto di riscatto fissato a 3,5 milioni di euro. Dopo aver scelto il numero 34, debutta quattro giorni più tardi alla prima giornata in occasione dell'1-1 in casa col Bologna, rimpiazzando al 49' Valerio Verre. Con i gialloblù Amrabat diventa subito un titolare inamovibile del centrocampo attirando su di sé l’attenzione di diversi top club. Il 26 luglio 2020 realizza su calcio di rigore il suo primo gol nella massima serie, portando in vantaggio gli scaligeri nella partita interna con la Lazio, che poi la sua squadra perderà per 1-5.

#### Fiorentina
Il 31 gennaio 2020 viene acquistato a titolo definitivo dalla Fiorentina per 18 milioni di euro, più due di bonus in caso di qualificazione alle coppe europee; il giocatore rimane comunque in prestito fino al termine della stagione al Verona. Debutta con i viola il 26 settembre seguente in occasione della sconfitta per 4-3 contro l'Inter. Termina un'annata in chiaroscuro totalizzando 33 presenze con i viola, di cui 31 in Serie A e 2 in Coppa Italia.
Dopo una prima stagione deludente, nonostante il cambio dell'allenatore, complice l'operazione per la pubalgia, anche nel girone d'andata del campionato successivo gioca con meno frequenza tanto da essere considerato un possibile esubero. Il 14 febbraio 2022 gioca la sua prima partita stagionale da titolare in campionato segnando anche il suo primo gol con la maglia della Fiorentina contro lo Spezia: complice la buona prestazione, da allora ha trovato sempre più spazio nel gioco del tecnico viola Vincenzo Italiano.
Chiude la stagione con 23 presenze nella massima serie.
Nella stagione 2022-2023 Amrabat diventa protagonista nella nuova disposizione tattica nata dalla mancata conferma di Torreira in rosa. Fa il suo esordio in Conference League contro il Twente. Chiude l'anno solare da protagonista in un momento difficile per la squadra. Al rientro dal Mondiale, grazie all'ottimo rendimento in Coppa del Mondo, diventa uno dei calciatori più richiesti dai top club ma decide di restare in viola in una sessione di calciomercato segnata da annunci e ritrattazioni sulla permanenza a Firenze. Titolare in tutte le competizioni, comprese le finali di Coppa Italia e Conference League, chiude la stagione con 49 presenze totali e 1 assist.
A fine luglio si presenta per il quarto ritiro in maglia viola, ma Vincenzo Italiano prima lo lascia in panchina nell'esordio contro il Genoa e poi sceglie di non convocarlo negli altri impegni di agosto rimanendo così escluso dalla lista per il preliminare di UEFA Europa Conference League 2023-2024.

#### Manchester United
Il 1º settembre 2023, Amrabat passa ufficialmente al Manchester Utd, in Premier League, in prestito oneroso fissato a 10 milioni di euro, con diritto di riscatto per altri 20 milioni, più cinque di bonus. Il 23 settembre seguente sigla il proprio debutto subentrando all'89' minuto di una gara contro il Burnley. Tre giorni dopo, in una gara valida per il terzo turno di Coppa di Lega contro il Crystal Palace, fa il proprio debutto da titolare.
Il 1º novembre 2023 viene inserito tra i nominati per il premio calciatore africano dell'anno dalla CAF. Tuttavia, la sua esperienza ai Red Devils si rivelerà piuttosto incolore, con il giocatore che fino a quel momento aveva totalizzato 22 presenze, di cui una metà da subentrato. Già ad aprile, la compagine inglese comunica che non avrebbe riscattato il marocchino e che sarebbe tornato a Firenze a fine stagione. Conclude la propria esperienza inglese vincendo il titolo di FA Cup.

#### Rientro a Firenze e Fenerbahce
Rientrato a Firenze, svolge la preparazione estiva al Viola Park sotto la guida tecnica del nuovo tecnico viola Raffaele Palladino che lo utilizza in tutte le partite ufficiali del mese di agosto.  Alla fine della sessione estiva del calciomercato, all'indomani della qualificazione alla Conference League 2024-2025, viene ceduto, a titolo temporaneo con obbligo di riscatto, al Fenerbahce SK.

### Nazionale
Dopo aver giocato con l'Under-15 dei Paesi Bassi tra il 2010 e il 2011, nel 2013 ha optato per rappresentare l'Under-17 del Marocco. Con la nazionale maggiore marocchina ha debuttato il 28 marzo 2017 in amichevole contro la Tunisia.
È stato poi convocato per i Mondiali 2018, nella cui competizione ha disputato una delle tre gare della squadra africana (contro l'Iran, nella quale ha rimpiazzato il fratello Nordin), eliminata al primo turno.
Nel novembre del 2022, è stato incluso dal CT Walid Regragui nella rosa marocchina partecipante al campionato del mondo in Qatar.
Gioca per intero tutte e sette le partite del mondiale, da quelle del girone eliminatorio fino alla finale del terzo e quarto posto.  Alla fine della competizione viene riconosciuto come uno dei migliori giocatori del torneo tanto dalla FIFA quanto dalla stampa specializzata.
In seguito al risultato storico ottenuto, nel dicembre successivo Amrabat e il resto della rosa marocchina sono stati insigniti dell'Ordine del Trono durante un ricevimento al Palazzo Reale di Rabat. 
Il 25 marzo 2023 ha giocato nell'undici titolare nella vittoriosa amichevole contro il Brasile.

## Statistiche

### Presenze e reti nei club
Statistiche aggiornate al 30 agosto 2024.
| Stagione          | Squadra           | Campionato        | Campionato | Campionato | Coppe nazionali | Coppe nazionali | Coppe nazionali | Coppe continentali | Coppe continentali | Coppe continentali | Altre coppe | Altre coppe | Altre coppe | Totale | Totale | Totale |
| Stagione          | Squadra           | Comp              | Pres       | Reti       | Comp            | Pres            | Reti            | Comp               | Pres               | Reti               | Comp        | Pres        | Reti        | Pres   | Reti   |        |
| ----------------- | ----------------- | ----------------- | ---------- | ---------- | --------------- | --------------- | --------------- | ------------------ | ------------------ | ------------------ | ----------- | ----------- | ----------- | ------ | ------ | ------ |
| 2014-2015         | Utrecht           | ED                | 4          | 0          | CO              | 0               | 0               | -                  | -                  | -                  | -           | -           | -           | 4      | 0      |        |
| 2015-2016         | Utrecht           | ED                | 7+4        | 0          | CO              | 1               | 0               | -                  | -                  | -                  | -           | -           | -           | 12     | 0      |        |
| 2016-2017         | Utrecht           | ED                | 31+3       | 0+1        | CO              | 4               | 0               | -                  | -                  | -                  | -           | -           | -           | 38     | 1      |        |
| Totale Utrecht    | Totale Utrecht    | Totale Utrecht    | 49         | 1          |                 | 5               | 0               |                    | -                  | -                  |             | -           | -           | 54     | 1      |        |
| 2017-2018         | Feyenoord         | ED                | 21         | 1          | CO              | 3               | 0               | UCL                | 6                  | 1                  | SO          | 1           | 0           | 31     | 2      |        |
| ago. 2018         | Feyenoord         | ED                | -          | -          | CO              | -               | -               | UEL                | 1                  | 0                  | SO          | 1           | 0           | 2      | 0      |        |
| Totale Feyenoord  | Totale Feyenoord  | Totale Feyenoord  | 21         | 1          |                 | 3               | 0               |                    | 7                  | 1                  |             | 2           | 0           | 33     | 2      |        |
| ago. 2018-2019    | Club Bruges       | D1                | 16+8       | 1          | CB              | 1               | 0               | UCL+UEL            | 2+2                | 0                  | SB          | -           | -           | 29     | 1      |        |
| ago. 2019         | Club Bruges       | D1                | 1          | 0          | CB              | -               | -               | UCL                | 0                  | 0                  | -           | -           | -           | 1      | 0      |        |
| Totale Bruges     | Totale Bruges     | Totale Bruges     | 25         | 1          |                 | 1               | 0               |                    | 4                  | 0                  |             | 0           | 0           | 30     | 1      |        |
| ago. 2019-2020    | Verona            | A                 | 34         | 1          | CI              | 0               | 0               | -                  | -                  | -                  | -           | -           | -           | 34     | 1      |        |
| 2020-2021         | Fiorentina        | A                 | 31         | 0          | CI              | 2               | 0               | -                  | -                  | -                  | -           | -           | -           | 33     | 0      |        |
| 2021-2022         | Fiorentina        | A                 | 23         | 1          | CI              | 2               | 0               | -                  | -                  | -                  | -           | -           | -           | 25     | 1      |        |
| 2022-2023         | Fiorentina        | A                 | 29         | 0          | CI              | 5               | 0               | UECL               | 15                 | 0                  | -           | -           | -           | 49     | 0      |        |
| 2023-2024         | Manchester Utd    | PL                | 21         | 0          | FACup+CdL       | 2+2             | 0               | UCL                | 5                  | 0                  | -           | -           | -           | 30     | 0      |        |
| ago. 2024         | Fiorentina        | A                 | 2          | 0          | CI              | 0               | 0               | UECL               | 2                  | 0                  |             | -           | -           | 4      | 0      |        |
| Totale Fiorentina | Totale Fiorentina | Totale Fiorentina | 85         | 1          |                 | 9               | 0               |                    | 17                 | 0                  |             | -           | -           | 109    | 1      |        |
| ago. 2024-2025    | Fenerbahçe        | SL                | 7          | 2          | TK              | 0               | 0               | UEL                | 4                  | 0                  | -           | -           | -           | 11     | 2      |        |
| Totale carriera   | Totale carriera   | Totale carriera   | 242        | 7          |                 | 22              | 0               |                    | 37                 | 1                  |             | 2           | 0           | 303    | 8      |        |

### Cronologia presenze e reti in nazionale
| Cronologia completa delle presenze e delle reti in nazionale ― Marocco | Cronologia completa delle presenze e delle reti in nazionale ― Marocco | Cronologia completa delle presenze e delle reti in nazionale ― Marocco | Cronologia completa delle presenze e delle reti in nazionale ― Marocco | Cronologia completa delle presenze e delle reti in nazionale ― Marocco | Cronologia completa delle presenze e delle reti in nazionale ― Marocco | Cronologia completa delle presenze e delle reti in nazionale ― Marocco | Cronologia completa delle presenze e delle reti in nazionale ― Marocco |
| Data                                                                   | Città                                                                  | In casa                                                                | Risultato                                                              | Ospiti                                                                 | Competizione                                                           | Reti                                                                   | Note                                                                   |
| ---------------------------------------------------------------------- | ---------------------------------------------------------------------- | ---------------------------------------------------------------------- | ---------------------------------------------------------------------- | ---------------------------------------------------------------------- | ---------------------------------------------------------------------- | ---------------------------------------------------------------------- | ---------------------------------------------------------------------- |
| 28-3-2017                                                              | Marrakech                                                              | Marocco                                                                | 1 – 0                                                                  | Tunisia                                                                | Amichevole                                                             | -                                                                      |                                                                        |
| 11-11-2017                                                             | Abidjan                                                                | Costa d'Avorio                                                         | 0 – 2                                                                  | Marocco                                                                | Qual. Mondiali 2018                                                    | -                                                                      | 82’                                                                    |
| 23-3-2018                                                              | Torino                                                                 | Serbia                                                                 | 1 – 2                                                                  | Marocco                                                                | Amichevole                                                             | -                                                                      | 83’                                                                    |
| 27-3-2018                                                              | Casablanca                                                             | Marocco                                                                | 2 – 0                                                                  | Uzbekistan                                                             | Amichevole                                                             | -                                                                      |                                                                        |
| 31-5-2018                                                              | Ginevra                                                                | Marocco                                                                | 0 – 0                                                                  | Ucraina                                                                | Amichevole                                                             | -                                                                      | 83’                                                                    |
| 9-6-2018                                                               | Tallinn                                                                | Estonia                                                                | 1 – 3                                                                  | Marocco                                                                | Amichevole                                                             | -                                                                      | 63’                                                                    |
| 15-6-2018                                                              | San Pietroburgo                                                        | Marocco                                                                | 0 – 1                                                                  | Iran                                                                   | Mondiali 2018 - 1º turno                                               | -                                                                      | 76’                                                                    |
| 16-10-2018                                                             | Mitsamiouli                                                            | Comore                                                                 | 2 – 2                                                                  | Marocco                                                                | Qual. Coppa d'Africa 2019                                              | -                                                                      |                                                                        |
| 6-9-2019                                                               | Marrakech                                                              | Marocco                                                                | 1 – 1                                                                  | Burkina Faso                                                           | Amichevole                                                             | -                                                                      | 80’                                                                    |
| 10-9-2019                                                              | Marrakech                                                              | Marocco                                                                | 1 – 0                                                                  | Niger                                                                  | Amichevole                                                             | -                                                                      | 84’                                                                    |
| 11-10-2019                                                             | Oujda                                                                  | Marocco                                                                | 1 – 1                                                                  | Libia                                                                  | Amichevole                                                             | -                                                                      |                                                                        |
| 15-10-2019                                                             | Tangeri                                                                | Marocco                                                                | 2 – 3                                                                  | Gabon                                                                  | Amichevole                                                             | -                                                                      | 46’                                                                    |
| 15-11-2019                                                             | Rabat                                                                  | Marocco                                                                | 0 – 0                                                                  | Mauritania                                                             | Qual. Coppa d'Africa 2021                                              | -                                                                      | 59’                                                                    |
| 19-11-2019                                                             | Bujumbura                                                              | Burundi                                                                | 0 – 3                                                                  | Marocco                                                                | Qual. Coppa d'Africa 2021                                              | -                                                                      |                                                                        |
| 9-10-2020                                                              | Rabat                                                                  | Marocco                                                                | 3 – 1                                                                  | Senegal                                                                | Amichevole                                                             | -                                                                      |                                                                        |
| 13-10-2020                                                             | Rabat                                                                  | Marocco                                                                | 1 – 1                                                                  | RD del Congo                                                           | Amichevole                                                             | -                                                                      | 82’                                                                    |
| 12-11-2020                                                             | Casablanca                                                             | Marocco                                                                | 4 – 1                                                                  | Rep. Centrafricana                                                     | Qual. Coppa d'Africa 2021                                              | -                                                                      |                                                                        |
| 17-11-2020                                                             | Douala                                                                 | Rep. Centrafricana                                                     | 0 – 2                                                                  | Marocco                                                                | Qual. Coppa d'Africa 2021                                              | -                                                                      |                                                                        |
| 26-3-2021                                                              | Nouakchott                                                             | Mauritania                                                             | 0 – 0                                                                  | Marocco                                                                | Qual. Coppa d'Africa 2021                                              | -                                                                      | 46’                                                                    |
| 30-3-2021                                                              | Rabat                                                                  | Marocco                                                                | 1 – 0                                                                  | Burundi                                                                | Qual. Coppa d'Africa 2021                                              | -                                                                      | 77’                                                                    |
| 8-6-2021                                                               | Rabat                                                                  | Marocco                                                                | 1 – 0                                                                  | Ghana                                                                  | Amichevole                                                             | -                                                                      | 76’                                                                    |
| 2-9-2021                                                               | Rabat                                                                  | Marocco                                                                | 2 – 0                                                                  | Sudan                                                                  | Qual. Mondiali 2022                                                    | -                                                                      | 70’                                                                    |
| 6-10-2021                                                              | Rabat                                                                  | Marocco                                                                | 5 – 0                                                                  | Guinea-Bissau                                                          | Qual. Mondiali 2022                                                    | -                                                                      |                                                                        |
| 9-10-2021                                                              | Bissau                                                                 | Guinea-Bissau                                                          | 0 – 3                                                                  | Marocco                                                                | Qual. Mondiali 2022                                                    | -                                                                      |                                                                        |
| 12-10-2021                                                             | Rabat                                                                  | Guinea                                                                 | 1 – 4                                                                  | Marocco                                                                | Qual. Mondiali 2022                                                    | -                                                                      |                                                                        |
| 12-11-2021                                                             | Rabat                                                                  | Sudan                                                                  | 0 – 3                                                                  | Marocco                                                                | Qual. Mondiali 2022                                                    | -                                                                      |                                                                        |
| 16-11-2021                                                             | Rabat                                                                  | Marocco                                                                | 3 – 0                                                                  | Guinea                                                                 | Qual. Mondiali 2022                                                    | -                                                                      |                                                                        |
| 10-1-2022                                                              | Yaoundé                                                                | Marocco                                                                | 1 – 0                                                                  | Ghana                                                                  | Coppa d'Africa 2021 - 1º turno                                         | -                                                                      | 90’                                                                    |
| 14-1-2022                                                              | Yaoundé                                                                | Marocco                                                                | 2 – 0                                                                  | Comore                                                                 | Coppa d'Africa 2021 - 1º turno                                         | -                                                                      |                                                                        |
| 18-1-2022                                                              | Yaoundé                                                                | Gabon                                                                  | 2 – 2                                                                  | Marocco                                                                | Coppa d'Africa 2021 - 1º turno                                         | -                                                                      | 38’                                                                    |
| 25-1-2022                                                              | Yaoundé                                                                | Marocco                                                                | 2 – 1                                                                  | Malawi                                                                 | Coppa d'Africa 2021 - Ottavi di finale                                 | -                                                                      |                                                                        |
| 30-1-2022                                                              | Yaoundé                                                                | Egitto                                                                 | 2 – 1 dts                                                              | Marocco                                                                | Coppa d'Africa 2021 - Quarti di finale                                 | -                                                                      |                                                                        |
| 25-3-2022                                                              | Kinshasa                                                               | RD del Congo                                                           | 1 – 1                                                                  | Marocco                                                                | Qual. Mondiali 2022                                                    | -                                                                      |                                                                        |
| 29-3-2022                                                              | Casablanca                                                             | Marocco                                                                | 4 – 1                                                                  | RD del Congo                                                           | Qual. Mondiali 2022                                                    | -                                                                      | 25’                                                                    |
| 1-6-2022                                                               | Cincinnati                                                             | Stati Uniti                                                            | 3 – 0                                                                  | Marocco                                                                | Amichevole                                                             | -                                                                      | 69’                                                                    |
| 9-6-2022                                                               | Rabat                                                                  | Marocco                                                                | 2 – 1                                                                  | Sudafrica                                                              | Qual. Coppa d'Africa 2023                                              | -                                                                      |                                                                        |
| 23-9-2022                                                              | Cornellà de Llobregat                                                  | Marocco                                                                | 2 – 0                                                                  | Cile                                                                   | Amichevole                                                             | -                                                                      | 82’                                                                    |
| 27-9-2022                                                              | Siviglia                                                               | Paraguay                                                               | 0 – 0                                                                  | Marocco                                                                | Amichevole                                                             | -                                                                      | 84’                                                                    |
| 17-11-2022                                                             | Sharja                                                                 | Marocco                                                                | 3 – 0                                                                  | Georgia                                                                | Amichevole                                                             | -                                                                      | 46’                                                                    |
| 23-11-2022                                                             | Al Khawr                                                               | Marocco                                                                | 0 – 0                                                                  | Croazia                                                                | Mondiali 2022 - 1º turno                                               | -                                                                      | 78’                                                                    |
| 27-11-2022                                                             | Doha                                                                   | Belgio                                                                 | 0 – 2                                                                  | Marocco                                                                | Mondiali 2022 - 1º turno                                               | -                                                                      |                                                                        |
| 1-12-2022                                                              | Doha                                                                   | Canada                                                                 | 1 – 2                                                                  | Marocco                                                                | Mondiali 2022 - 1º turno                                               | -                                                                      |                                                                        |
| 6-12-2022                                                              | Al Rayyan                                                              | Marocco                                                                | 0 – 0 dts (3 – 0 dtr)                                                  | Spagna                                                                 | Mondiali 2022 - Ottavi di finale                                       | -                                                                      |                                                                        |
| 10-12-2022                                                             | Doha                                                                   | Marocco                                                                | 1 – 0                                                                  | Portogallo                                                             | Mondiali 2022 - Quarti di finale                                       | -                                                                      |                                                                        |
| 14-12-2022                                                             | Al Khor                                                                | Francia                                                                | 2 – 0                                                                  | Marocco                                                                | Mondiali 2022 - Semifinale                                             | -                                                                      |                                                                        |
| 17-12-2022                                                             | Al Rayyan                                                              | Croazia                                                                | 2 – 1                                                                  | Marocco                                                                | Mondiali 2022 - Finale 3º posto                                        | -                                                                      |                                                                        |
| 25-3-2023                                                              | Tangeri                                                                | Marocco                                                                | 2 – 1                                                                  | Brasile                                                                | Amichevole                                                             | -                                                                      | 42’                                                                    |
| 28-3-2023                                                              | Madrid                                                                 | Marocco                                                                | 0 – 0                                                                  | Perù                                                                   | Amichevole                                                             | -                                                                      |                                                                        |
| 12-6-2023                                                              | Rabat                                                                  | Marocco                                                                | 0 – 0                                                                  | Capo Verde                                                             | Amichevole                                                             | -                                                                      | 55’                                                                    |
| 21-11-2023                                                             | Dar es Salaam                                                          | Tanzania                                                               | 0 – 2                                                                  | Marocco                                                                | Qual. Mondiali 2026                                                    | -                                                                      | 65’                                                                    |
| 11-1-2024                                                              | San-Pédro                                                              | Marocco                                                                | 3 – 1                                                                  | Sierra Leone                                                           | Amichevole                                                             | -                                                                      |                                                                        |
| 17-1-2024                                                              | San-Pédro                                                              | Marocco                                                                | 3 – 0                                                                  | Tanzania                                                               | Coppa d'Africa 2023 - 1º turno                                         | -                                                                      |                                                                        |
| 21-1-2024                                                              | San-Pédro                                                              | Marocco                                                                | 1 – 1                                                                  | RD del Congo                                                           | Coppa d'Africa 2023 - 1º turno                                         | -                                                                      |                                                                        |
| 24-1-2024                                                              | San-Pédro                                                              | Zambia                                                                 | 0 – 1                                                                  | Marocco                                                                | Coppa d'Africa 2023 - 1º turno                                         | -                                                                      |                                                                        |
| 30-1-2024                                                              | San-Pédro                                                              | Marocco                                                                | 0 – 2                                                                  | Sudafrica                                                              | Coppa d'Africa 2023 - Ottavi di finale                                 | -                                                                      | 64’, 90+4’                                                             |
| 22-3-2024                                                              | Agadir                                                                 | Marocco                                                                | 1 – 0                                                                  | Angola                                                                 | Amichevole                                                             | -                                                                      | 75’                                                                    |
| 11-6-2024                                                              | Agadir                                                                 | Marocco                                                                | 6 – 0                                                                  | Rep. del Congo                                                         | Qual. Mondiali 2026                                                    | -                                                                      |                                                                        |
| 6-9-2024                                                               | Agadir                                                                 | Marocco                                                                | 4 – 1                                                                  | Gabon                                                                  | Qual. Coppa d'Africa 2025                                              | -                                                                      |                                                                        |
| 12-10-2024                                                             | Oujda                                                                  | Marocco                                                                | 5 – 0                                                                  | Rep. Centrafricana                                                     | Qual. Coppa d'Africa 2025                                              | -                                                                      |                                                                        |
| 15-10-2024                                                             | Oujda                                                                  | Rep. Centrafricana                                                     | 0 – 4                                                                  | Marocco                                                                | Qual. Coppa d'Africa 2025                                              | -                                                                      |                                                                        |
| 15-11-2024                                                             | Franceville                                                            | Gabon                                                                  | 1 – 5                                                                  | Marocco                                                                | Qual. Coppa d'Africa 2025                                              | -                                                                      | 75’                                                                    |
| 19-11-2024                                                             | Oujda                                                                  | Marocco                                                                | 7 – 0                                                                  | Lesotho                                                                | Qual. Coppa d'Africa 2025                                              | -                                                                      |                                                                        |
| 21-3-2025                                                              | Oujda                                                                  | Niger                                                                  | 1 – 2                                                                  | Marocco                                                                | Qual. Mondiali 2026                                                    | -                                                                      |                                                                        |
| 25-3-2025                                                              | Oujda                                                                  | Marocco                                                                | 2 – 0                                                                  | Tanzania                                                               | Qual. Mondiali 2026                                                    | -                                                                      | 78’                                                                    |
| 6-6-2025                                                               | Fès                                                                    | Marocco                                                                | 2 – 0                                                                  | Tunisia                                                                | Amichevole                                                             | -                                                                      |                                                                        |
| 9-6-2025                                                               | Fès                                                                    | Marocco                                                                | 1 – 0                                                                  | Benin                                                                  | Amichevole                                                             | -                                                                      | 62’                                                                    |
| Totale                                                                 |                                                                        | Presenze                                                               | 66                                                                     |                                                                        | Reti                                                                   | 0                                                                      |                                                                        |

## Palmarès

### Club

#### Competizioni nazionali
- Supercoppa dei Paesi Bassi: 2

Feyenoord: 2017, 2018
- Coppa dei Paesi Bassi: 1

Feyenoord: 2017-2018
- Coppa d'Inghilterra: 1

Manchester United: 2023-2024

### Individuale
- All-Star Team dei Mondiali: 1

Qatar 2022